# يو وي
يو وي (بالصينية: 于伟) هو عداء مشي صيني، ولد في 11 سبتمبر 1987.

## وصلات خارجية
- يو وي على موقع الاتحاد الدولي لألعاب القوى (الإنجليزية)
- يو وي على موقع أوليمبيديا (الإنجليزية)
- يو وي على موقع اللجنة الأولمبية الصينية (الإنجليزية)